# Политические репрессии в Жлобине после выборов 2020 года
Политические репрессии в Жлобине после выборов 2020 года — систематические действия белорусских властей против жителей города Жлобин, участвовавших в протестах после объявления Александра Лукашенко победителем президентских выборов 2020 года. Протесты были направлены против фальсификации выборов, милицейского насилия и репрессивной политики. Особую роль в сопротивлении сыграли рабочие Белорусского металлургического завода (БМЗ), где прошли забастовки. В последующие годы уголовные дела и задержания коснулись также участников акций солидарности и протестов против войны в Украине. 
Общий контекст После оспариваемых результатов президентских выборов 9 августа 2020 года в Беларуси начались массовые протесты по всей стране. Мирные демонстранты требовали новых выборов и прекращения насилия. Власти отреагировали жесткими репрессиями: были задержаны тысячи людей

## Хронология событий в Жлобине
26 июля 2020 года: Жлобин посетили участницы объединённого штаба оппозиции Светлана Тихановская, Вероника Цепкало и Мария Колесникова.
9–10 августа 2020 года: По всей стране прошли массовые протесты против официальных результатов выборов. В Жлобине рабочие БМЗ объявили о готовности к забастовке. 10 августа к территории завода прибыли автозаки и автобусы с ОМОНом. Были остановлены как минимум два цеха. Сообщалось о задержании около 60 работников.
17 августа 2020 года: Забастовка на БМЗ вступила в активную фазу. Были остановлены все три мартеновские печи, предприятие фактически замерло. Около 2 тысяч рабочих подписали петицию с требованием пересмотра результатов выборов. Забастовка координировалась с общенациональным «Планом Б».
20 августа 2020 года: Мария Колесникова приехала в Жлобин поддержать бастующих. На мероприятии выступил военный комиссар Андрей Кривонос, которого встретили криками «Позор!».

## Репрессии
В ответ на протесты власти начали массовые репрессии. В Жлобине были задержаны десятки участников, в том числе рабочие БМЗ.
Трое работников — Евгений Говор, Александр Бобров и Игорь Поваров — были осуждены на реальные сроки заключения за якобы «организацию» стачки. Рабочий Александр Гашников получил 14 лет колонии усиленного режима за попытки создать независимый профсоюз и участие в движении «Рабочий Рух».
По политическим мотивам с БМЗ были уволены сотни человек. Все, кто входил в инициативную группу по созданию независимого профсоюза (БНП), были уволены.
В 2024 году Жлобин стал лидером среди районных центров Гомельской области по количеству политически мотивированных уголовных дел — зафиксировано 168 случаев. Только областной центр Гомель превзошёл этот показатель.

## Список осужденных и приговоры
После событий августа 2020 года в Жлобинском районе начались массовые политически мотивированные преследования. Десятки жителей были осуждены за участие в протестах, комментарии в интернете или выражение солидарности. Среди наказаний — как лишение свободы, так и ограничения свободы ("домашняя химия" или направление в учреждение открытого типа — УОТ). Приговоры выносились по статьям 342, 364, 369, 130 УК, а в отдельных случаях — даже по обвинениям в измене государству.
Полный список осужденных из Жлобина с биографическими сведениями и информацией о приговорах опубликован на платформе «Dissidentby».. Осуждённые из Жлобина на сайте Dissidentby]

### Участие в протестах 9–10 августа 2020 года
- Людмила Кириленко — 1,5 года лишения свободы в колонии общего режима;
- Евгений Кахановский — 3 года 6 месяцев колонии общего режима;
- Алексей Миронов — 4 года колонии общего режима;
- Александр Французов — 4 года колонии общего режима;
- Олег Пайташ — 1,5 года ограничения свободы с направлением (позже заменено на «домашнюю химию»);
- Владимир Демченко — 1,5 года лишения свободы;
- Виталий Фесик — 2 года ограничения свободы;
- Сергей Крук — 2 года ограничения свободы с направлением;
- Руслан Михайлов — 1,5 года лишения свободы в колонии общего режима;
- Виталий Богамазов — 3 года лишения свободы в колонии общего режима;
- Евгений Серенков — приговор неизвестен;
- Дмитрий Береснев — 1,5 года лишения свободы;
- Сергей Ганичев — 2 года лишения свободы в колонии общего режима;
- Виктор Чаревков — 2 года ограничения свободы без направления;
- Артур Панченко — 3 месяца ареста на гауптвахте;
- Максим Овсянников — 3 месяца ареста на гауптвахте;
- Валентина Береснева — 1,5 года;
- Виталий Алтухов — 1 год 6 месяцев ограничения свободы без направления;
- Владислав Корзун — 2 года ограничения свободы без направления;
- Даниил Яроцкий — 1,5 года ограничения свободы без направления;
- Андрей Расулов — 3 года колонии общего режима;
- Андрей Шаучук — 2 года 6 месяцев колонии общего режима;
- Илья Патрушев — 2 года 8 месяцев колонии общего режима;
- Виктор Шмигельский — 2 года 8 месяцев колонии общего режима;
- Сергей Перфильев — 2 года колонии общего режима;
- Денис Давыдулин — 1 год 6 месяцев колонии общего режима;
- Дмитрий Новик — 2 года колонии общего режима;
- Евгений Доморацкий — 2 года колонии общего режима;
- Евгений Защитов — 4 года 6 месяцев лишения свободы (3 года колонии, 1 год тюрьмы, 6 месяцев усиленного режима);
- Александр Шевцов — 2 года 6 месяцев колонии общего режима;
- Станислав Перфильев — 2 года «домашней химии»;
- Виталий Колесников — 2 года 3 месяца 28 дней колонии;
- Николай Исаенко — 1,5 года колонии общего режима;
- Пётр Константинов — 2 года лишения свободы (колония);
- Евгений Титов — 1 год ограничения свободы с направлением;
- Никита Круглик — 2,5 года ограничения свободы без направления («домашняя химия»);
- Илья Груздев — 2,5 года ограничения свободы без направления;
- Сергей Якубенко — 3 года ограничения свободы без направления;
- Ян Стеценко — 2 года лишения свободы (колония общего режима);
- Андрей Пархамович — 2 года ограничения свободы без направления.

### Рельсовые партизаны. Диверсии на перегоне Жлобин–Калинковичи
- Денис Дикун — 25 лет лишения свободы в колонии усиленного режима;
- Дмитрий Равич — 22 года лишения свободы в колонии усиленного режима;
- Олег Молчанов — 21 год лишения свободы в колонии усиленного режима.

### Осуждённые за забастовку на БМЗ
- Игорь Поваров — 3 года колонии общего режима + 1 год тюремного заключения;
- Александр Бобров — 2 года 6 месяцев колонии общего режима (позже — "химия");
- Евгений Говар — 2 года 6 месяцев колонии общего режима (позже — ПУАТ);
- Светлана Зыль — задержана по статьям 356 и 357, позднее освобождена под залог.

Их осудили по статье 342 УК РБ «Организация групповых действий, грубо нарушающих общественный порядок и сопряжённых с явным неповиновением законным требованиям представителей власти». Суд признал работников виновными в частичной остановке завода: сорвав доставку сырья в сталеплавильные цеха, они вынудили плавильные печи приостановить работу.

### Комментарии в интернете
- Дмитрий Щербин — 1 год лишения свободы в колонии общего режима;
- Дмитрий Яскевич — 2 года ограничения свободы без направления;
- Иван Янченко — 3 года 6 месяцев лишения свободы в колонии общего режима (Дело Зельцера);
- Сергей Слежов — 3 года лишения свободы (Дело Зельцера);
- Владимир Сушко — 2 года ограничения свободы с направлением.

### Помощь политзаключённым
- Наталья Давыдулина — 3 года лишения свободы в колонии общего режима.

### За сорванный флаг
- Константин Тихомиров — 1 год ограничения свободы без направления;
- Евгений Титов — 1 год ограничения свободы с направлением (ПУАТ).

### Другие дела, связанные с протестной активностью
- Ярослав Шиш — приговор неизвестен, мера пресечения — "домашняя химия".

### Участие в протестах в других городах
- Олег Буяк — приговор неизвестен, ограничение свободы без направления.